# PvPGN
El software PvPGN (Player vs Player Gaming Network) es el programa encargado de soportar como servidor la mayoría de los juegos de Blizzard Entertainment (Diablo, Warcraft a partir del 2, Starcraft). Su principal función es la de administrar el chat de estos juegos, así como el soporte de las cuentas.
Al contrario de Battle.net, este tipo de servidores son "caseros", por así decirlo, dando la posibilidad a personas fuera de la organización de Battle.net de levantar sus propios servidores (esta última acción es muy utilizada por jugadores de universidades sobre todo).
Separando los juegos de Blizzard dependemos de más programas aparte del PvPGN.

## Juegos soportados
Los juegos que actualmente PvPGN soporta son:
- Battle.net
  - Diablo 1.09
  - StarCraft 1.15.2
  - StarCraft: Brood War 1.15.2
  - Warcraft II Battle.Net Edition 2.02
  - Diablo II 1.09 y 1.10 (unoficialmente 1.11b, 1.12a)
  - Diablo II: Lord of Destruction 1.09, 1.10, 1.11b, 1.12a y 1.13c.
  - Warcraft III: Reign of Chaos 1.21
  - Warcraft III: The Frozen Throne 1.21 (y 1.22.0.6328)
- Westwood Online
  - Command & Conquer Win95 edition v1.04a (no soportado en PvPGN 1.8.2, versión de prueba en PvPGN 1.99)
  - Command & Conquer: Red Alert Win95 edition v2.00 y v3.03 (no soportado en PvPGN 1.8.2, versión de prueba en PvPGN 1.99)
  - Command & Conquer: Tiberian Sun v2.03 ST-10 (Alpha en PvPGN 1.8.2, versión de prueba en PvPGN 1.99)
  - Command & Conquer: Tiberian Sun Firestorm (no soportado en PvPGN 1.8.2, versión de prueba en PvPGN 1.99)
  - Command & Conquer: Red Alert 2 1.006 (Alpha en PvPGN 1.8.2, versión de prueba en PvPGN 1.99)
  - Command & Conquer: Yuri's Revenge v1.001 (Alpha en PvPGN 1.8.2, versión de prueba en PvPGN 1.99)
  - Command & Conquer: Renegade (no soportado en PvPGN 1.8.2, versión de prueba en PvPGN 1.99)
  - Nox v1.02b (no soportado en PvPGN 1.8.2, versión de prueba en PvPGN 1.99)
  - Nox Quest v1.02b (no soportado en PvPGN 1.8.2, versión de prueba en 1.99)
  - Dune 2000 v1.06 (no soportado en PvPGN 1.8.2, Versión de prueba en PvPGN 1.99)
  - Emperor: Battle for Dune v1.09 (no soportado en PvPGN 1.8.2, versión de prueba en PvPGN 1.99)

## Configuración
Para configurar el PvPGN no es algo complicado, ni siquiera hay que configurarlo prácticamente, se pueden modificar pequeñas cosas como la cantidad de cuentas que podrá soportar y la cantidad de conexiones, para ello editar el archivo dentro de la carpeta Conf bnetd.conf, d2cs.conf, d2dbs.conf y realm.conf, como se puede explicar en la siguiente página (página en inglés)Aquí
En el caso de Warcraft y de Starcraft solo debe constar con el programa PvPGN. En el caso del Diablo se debe usar D2DBS y D2CS y un programa aparte llamado D2GS, que es el encargado de soportar las partidas del juego.
®ock Zone